# I figli della Terra
I figli della Terra è una serie di romanzi fantasy storici scritti da Jean M. Auel, ambientati all'incirca 30.000 anni fa, nel periodo della preistoria, prima dell'ultima glaciazione.
Il sesto romanzo è stato pubblicato nel 2011. L'annuncio è stato dato direttamente dalla casa editrice Crown, che ha contemporaneamente smentito la pubblicazione di un settimo episodio.

## Trama
Il ciclo narra le avventure di Ayla, una donna Cro-Magnon che, orfana, viene allevata da un gruppo di Neanderthal. 
Successivamente, scacciata dal gruppo che la considera troppo diversa, conosce gli Altri - gli umani della sua specie - nella persona di Giondalar, un uomo al quale salverà la vita e con il quale instaurerà un rapporto dapprima diffidente, che sfocerà successivamente nell'amore.
Nel corso dei volumi si vedrà Ayla confrontarsi con vari nuclei umani, tutti appartenenti agli "Altri", con i quali mette a confronto le proprie capacità e le usanze del suo popolo di adozione, con quelle dei più evoluti Cro-Magnon.
Buona parte delle avventure di maggior interesse si collocano nel quarto volume, "Le pianure del passaggio", nel quale la protagonista ed il suo compagno attraversano l'Europa a ritroso, per consentire a Giondalar di portare la donna che ama presso la sua gente, così da costruire insieme, finalmente, una famiglia.
Ulteriori difficoltà nasceranno poi presso il popolo di Giondalar, gli Zelandoni, ove Ayla dovrà lottare contro la diffidenza per le sue origini insolite, e contro l'invidia di coloro che si sentiranno messi in ribasso da una donna che, per quanto straniera, dà prova più di una volta di capacità, doti e talenti fuori dal comune.
Il ciclo si conclude con il rinnovato amore tra Ayla e Giondalar, suggellato da una rivelazione profetica che sarà destinata a cambiare per sempre il corso della storia umana.

## Genere letterario
Nell'insieme, la saga può essere definita un romanzo di formazione.
La parte storica infatti si intreccia strettamente con le vicissitudini dei protagonisti, che affronteranno lungo il percorso una profonda maturazione fisica e sociale.
Ayla infatti, totalmente ignara delle proprie origini e costretta ad un isolamento che la porterà a sviluppare doti e capacità fino a quel momento sconosciute, dovrà superare la diffidenza nei confronti del suo popolo di origine, ma anche i limiti e le imposizioni con cui è cresciuta presso il popolo d'adozione, il Clan dell'Orso delle Caverne, profondamente diverso dagli "Altri" per mentalità e struttura sociale.
Per contro, Giondalar dovrà a propria volta combattere contro i pregiudizi ed il timore per il giudizio altrui, in quanto cresciuto in una società indubbiamente più libera ed evoluta - e nella quale ricopre tra l'altro una posizione per molti versi privilegiata - ma anche più soggetta alla cattiveria ed all'invidia.
I protagonisti secondari ricalcano questo percorso di maturazione, apprendendo in alcuni casi gli scarsi fondamenti di alcune regole sociali e culturali che appaiono, fino all'arrivo di Ayla, pressoché inattaccabili.
In parallelo, la serie prende però anche i notevoli connotati di un romanzo storico, poiché l'autrice inserisce abilmente nel tessuto narrativo elementi e spunti interessanti riguardanti la botanica, la fitoterapia e l'erboristeria applicati alla vita quotidiana, compatibilmente all'epoca affrontata.
Anche l'antropologia e l'archeologia vengono inserite in modo massiccio, poiché nel confronto non sempre pacifico tra Neanderthal e Cro-Magnon, l'autrice sembra sposare la teoria della possibile commistione Neanderthal/Cro-Magnon, teoria dibattuta da un punto di vista paleoantropologico per tutto il XX secolo e affrontata a livello genetico negli anni duemila dal Max Planck Institute di Lipsia. 
Gli studi in questione hanno infatti constatato una leggera correlazione del Neanderthal all'uomo moderno, specie fuori dall'Africa.
Si suppone infatti che le due specie, sebbene di origini differenti, si siano incrociate a più riprese, lasciando le tracce di tali incroci nel DNA dell'uomo contemporaneo.
Tale teoria è affrontata dall'autrice con la presenza all'interno della trama di soggetti definiti "di Spiriti Misti", ovvero nati proprio dalla fusione dei tratti somatici delle due etnie.
Nel corso della storia, sebbene tramite elementi di fantasia - i protagonisti Ayla e Giondalar, salvo poche eccezioni, sono gli sviluppatori di quasi tutte le prime invenzioni e tecnologie umane - vengono inserite anche le scoperte di maggior rilievo risalenti all'epoca illustrata, come la pietra focaia, l'addomesticazione degli animali selvatici, il propulsore per le lance, i punti di sutura, i finimenti per i cavalli, il travois, il sapone, il telaio, la tessitura, l'utilizzo del lino, e molti altri ancora.
Vengono infine inserite anche molte opere archeologiche realmente esistenti, come la "Figurina Femminile", in avorio, di circa 6 cm, ritrovata in Ucraina, presso Gagarino - oggi custodita nell'Istituto Etnografico di Leningrado - ed attribuita nel romanzo a Giondalar.

## Collocazione geografica
Le avventure dei protagonisti, a partire dal secondo romanzo, si snodano attraverso l'Europa Centrale, lungo il corso del Danubio - il Fiume della Grande Madre, per il quale l'autrice prende in prestito in molti casi la pronuncia tedesca "Donau" - a partire dal Mare di Beran - oggi Mar Nero - in Ucraina e costeggiando il Danubio fino ad arrivare, approssimativamente, all'attuale confine tra Germania e Francia.
Parte degli eventi si svolgono anche nella zona settentrionale rispetto al Mar Nero - l'odierna Ucraina/Bielorussia - ove vengono collocate la Valle dei Cavalli di Ayla ed il territorio dei Mamutoi.
La zona ultima di arrivo dei protagonisti è la Francia Meridionale, territorio degli Zelandoni, che sembrerebbe essere collocato a nella frazione attraversata dal fiume Dordogna.
La penisola del Mar Nero - definito nel romanzo "Mare di Beran" - che ancora oggi divide il Mar Nero dal Mar D'Azov, è infine teatro degli eventi di tutto il primo romanzo - Ayla figlia della terra - in quanto territorio del Clan dell'Orso delle Caverne, sebbene poi nel corso della saga si scoprano molti altri insediamenti di Uomini di Neanderthal - definiti "Testapiatta" - anche in zone assai distanti da quella del Clan che accoglie ed alleva la protagonista, più o meno confinanti con zone di altri popoli - come gli Sciaramudoi ed i Sarmuni - ed arrivando persino a poca distanza dalle terre Zelandoni.

## Accoglienza
La saga nel suo complesso, iniziata nel 1980 e terminata nel 2011, è stata generalmente bene accolta, sia dagli appassionati del tema, che dai neofiti.
La scorrevolezza del racconto e la plausibilità di molte situazioni, sebbene inventate, hanno indubbiamente contribuito ad attirare il favore del pubblico, assieme al fatto che nella trama vengono affrontati i temi del pregiudizio, dell'emarginazione, del razzismo, dell'integrazione e della tolleranza sociale.
Tra le poche critiche mosse dai più, l'eccesso di scene a sfondo erotico.
Sebbene infatti un tocco "rosa" alla trama sia stato forse indispensabile per avvicinare la saga anche ad un pubblico più "leggero", a volte le scene d'amore eccessivamente dettagliate non hanno sempre goduto del generale apprezzamento riscontrato dalla saga nel suo insieme. 